# Lokomotiva 100
Lokomotiva řady 100 je elektrická lokomotiva na stejnosměrný proud určená pro vedlejší tratě elektrizované napájecí soustavou 1,5 kV. Vyráběla ji plzeňská firma Škoda v letech 1956 a 1957 s továrním označením Škoda 15E. Patří k československým lokomotivám tzv. I. generace.

## Vývoj
Obě jihočeské tratě, elektrifikované stejnosměrnou soustavou 1,5 kV (Rybník – Lipno a Tábor – Bechyně) přečkaly druhou světovou válku víceméně beze škod. Místní vozový park byl však naprosto zastaralý a nevyhovující. Na lipenské trati zajišťovaly osobní dopravu elektrické vozy Siemens-Schuckert, dodané na dráhu při zahájení provozu (tedy v roce 1911), zatímco vlaky nákladní dopravovaly předválečné stroje řad E 423.0 a E 424.0 a i na trati do Bechyně nebyl stav o mnoho lepší. Dalším impulzem byla plánovaná výstavba Lipenské přehrady a s tím spojená zvýšená nákladní doprava na trati do Lipna. Proto byly do plánu výroby nových vozidel zahrnuty elektrické lokomotivy pro obě elektrické dráhy. Projekt počítal s univerzálními lokomotivami, použitelnými v nákladní i osobní dopravě (pro tento účel měly být také vybaveny zavazadlovým oddílem). Objednávka na celkem čtyři lokomotivy (pro každou trať dvě) byla podána roku 1948 v lokomotivce ČKD, ta však byla záhy státním plánováním určena jako monopolní výrobce motorových lokomotiv a zakázka byla proto postoupena k vyřízení plzeňské Škodě (krátce nato přejmenované na Závody V. I. Lenina). Jelikož nebyla zakázka z celostátního pohledu příliš důležitá, termín výroby byl neustále posouván a původní plán dodání v roce 1952 byl několikrát prodloužen. Na rozdíl od prvních lokomotiv řady 140, při jejichž vývoji byly využity licenční komponenty švýcarských firem Sécheron a SLM Winterthur, byla nová řada E 422.0 řešena jako čistě tuzemská konstrukce a technicky se od nich přes vnější podobnost velmi liší. První lokomotiva tak byla vyrobena teprve v průběhu roku 1956 a do provozu v depu ve Vyšším Brodě předána v lednu roku následujícího. 

## Konstrukce

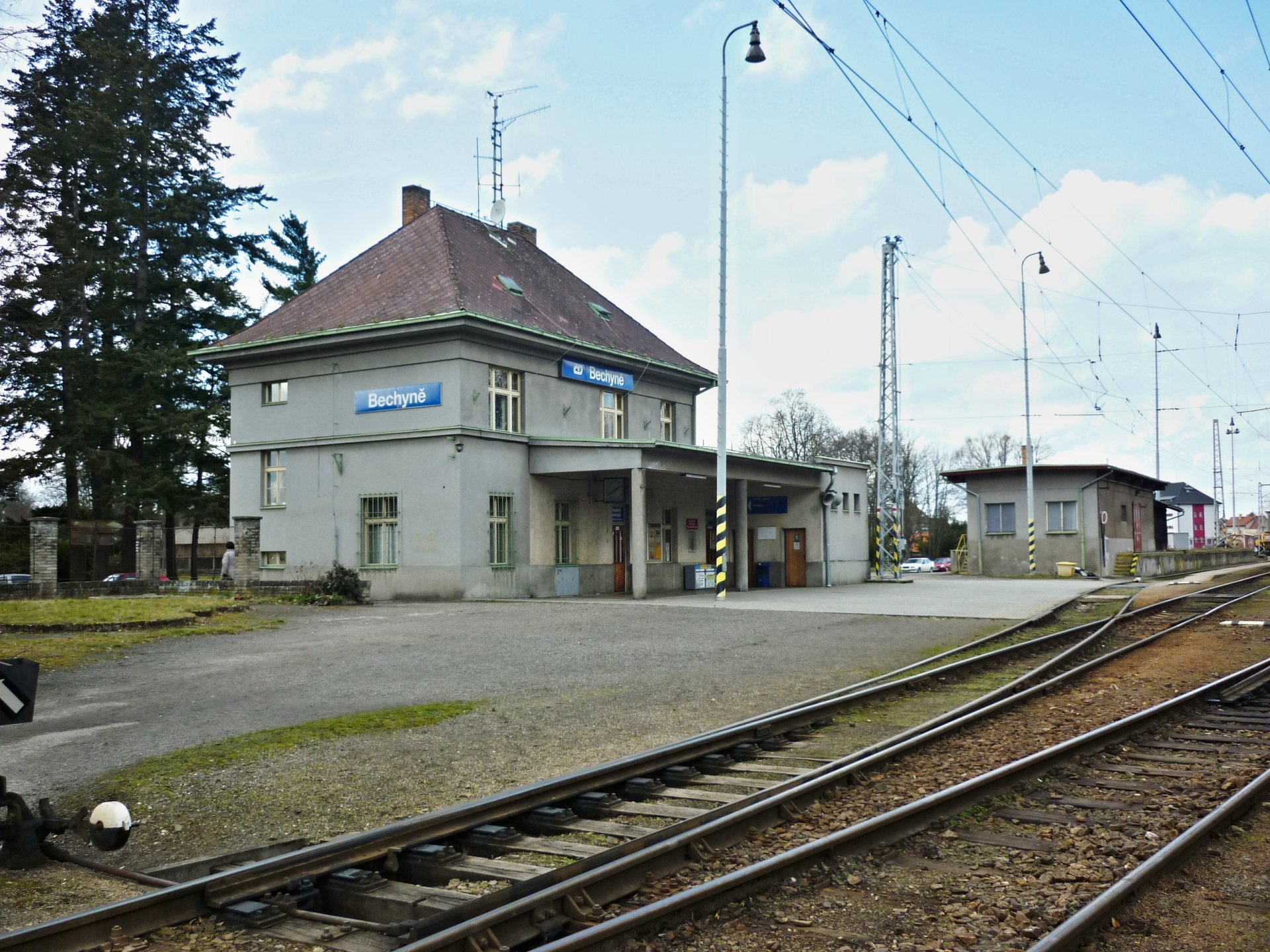
Konečná stanice elektrické dráhy v Bechyni, kam lokomotivy řady 100 zajížděly

Lokomotiva je skříňová, se dvěma koncovými stanovišti strojvedoucího, mezi nimi se nachází strojovna a malý zavazadlový oddíl s dvoukřídlými posuvnými dveřmi (jako u jediného typu elektrických lokomotiv ČSD). Pojezd je tvořen dvěma dvounápravovými podvozky, na nichž je uložen hlavní rám. Lokomotivu pohání čtyři elektromotory, pro každé dvojkolí jeden. Regulace výkonu je odporová, jednotlivé stupně jsou voleny postupným vyřazováním rozjezdových odporů. Celý princip regulace je s drobnými změnami převzat z řady 140, byly však použity kloubové spojky škodovácké koncepce. Elektřinu z troleje lokomotiva odebírá pomocí dvou pantografů. Brzdový systém sestává z elektrodynamické brzdy, jež je v provozu koncipována jako primární, a vzduchové samočinné i přímočinné brzdy.

## Zkoušky a výroba

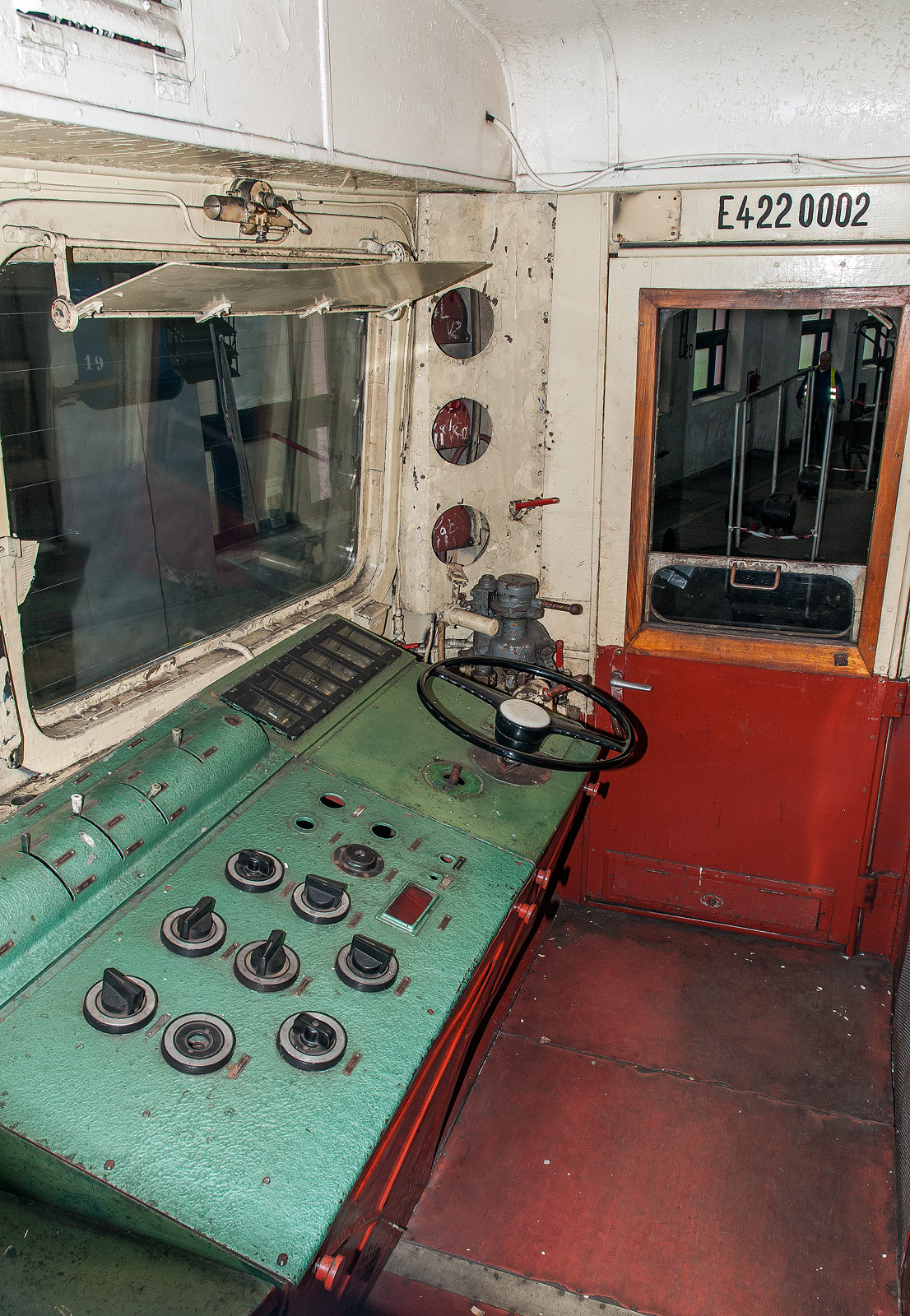
Stanoviště lokomotivy řady 100

„Prototypový“ stroj (který ve skutečnosti prototypem v pravém slova smyslu nebyl) E 422.001 došel do Vyššího Brodu v lednu 1957 a byl zkoušen na všech typech vlaků. I přes počáteční problémy a minimum zkušeností s výrobou elektrických lokomotiv moderní koncepce stroj obstál s dobrými výsledky a o tři měsíce později bylo testování ukončeno. Na základě poznatků ze zkoušek byly přepracovány některé konstrukční uzly (např. proudová ochrana trakčních motorů) a ihned se začalo s výrobou zbývajících tří objednaných strojů. Dokončovány byly postupně koncem léta téhož roku, své technicko-bezpečnostní zkoušky vykonaly mezi srpnem a listopadem a poté již nic nebránilo jejich každodennímu nasazování. 

## Pravidelný provoz

### Počátky

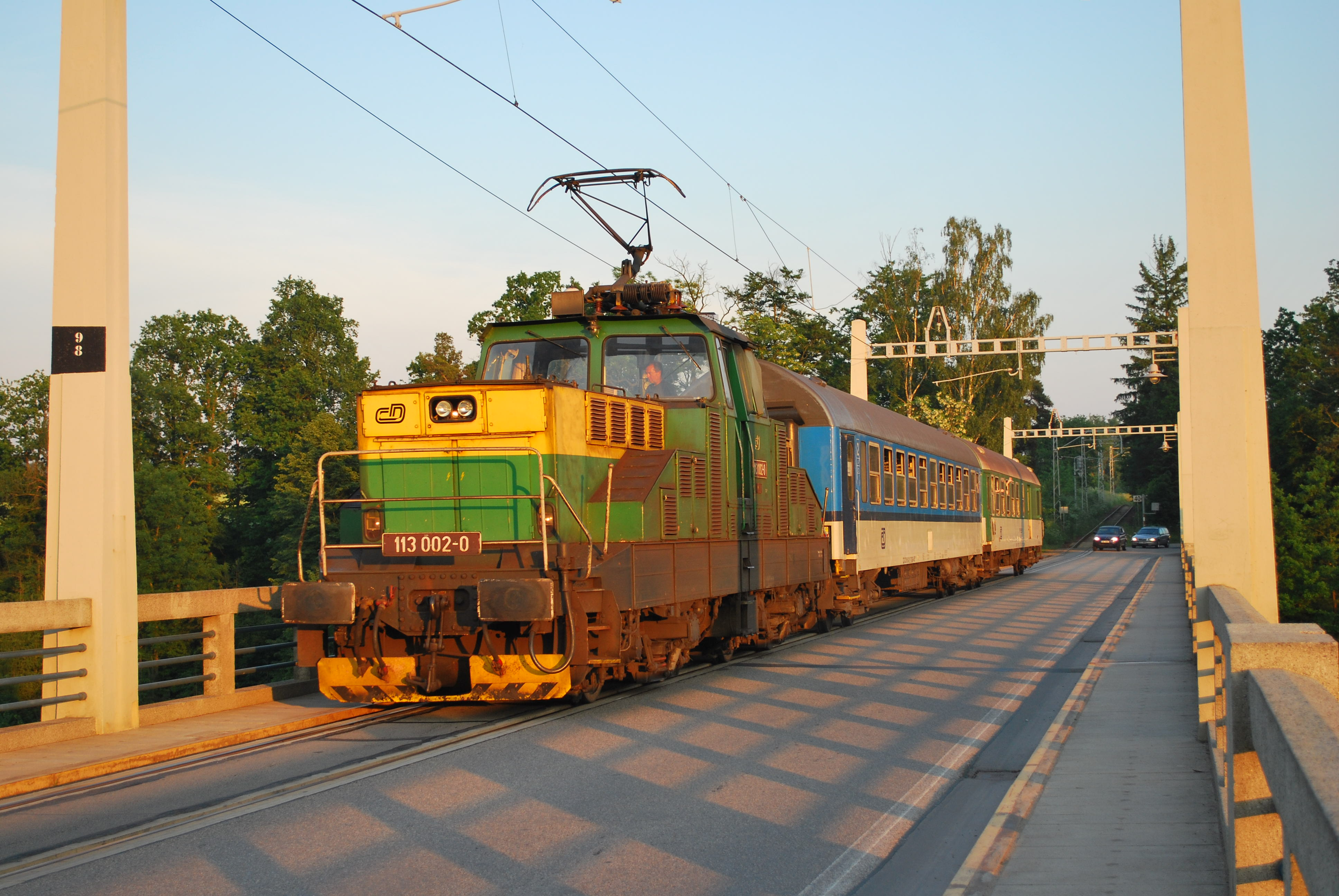
Nástupnická řada 113

Téměř záhy po dodání nových lokomotiv byly z provozu vyřazeny prastaré elektrické vozy Siemens a většinu osobní dopravy převzala právě řada E 422.0, doplňovaná rekonstruovanými německými vozy s elektrickou výzbrojí Škoda (řada M 411.0). Nákladní dopravě stále kralovaly staré „škodovky“ řady E 424.0, v případě dostatku „kapesních bobinek“ (jak se brzy začalo lokomotivám přezdívat) ale vypomáhaly i zde. Lipenská přehrada byla dokončena v roce 1959 a poté byla první lokomotiva E 422.001 předána do Tábora, aby nahradila tamní stroje E 423.0. Ty však zrušeny nebyly, v provozu zůstaly i nadále a nakonec byly roku 1963 vyměněny za řadu E 424.0 z Vyššího Brodu (pro svou nižší hmotnost a lépe vyřešený pojezd). Přestože byly lokomotivy čísel 002–004 stabilně v provozu na lipenské trati, podle potřeby docházelo k občasným zápůjčkám mezi oběma tratěmi. Několikrát se stroje 002 i 003 podívaly do Tábora, 001 naopak například mezi lety 1973–1975 jezdila na Vyšebrodské dráze. Řada E 424.0 byla definitivně zrušena v letech 1963–1964 a poté již provoz na bechyňské trati patřil pouze novým strojům.

### Dodávky řady E 426.0
Počátkem 70. let již staré „adamovky“ řady E 423.0 v nákladní dopravě přestávaly stačit a jejich udržení v provozu se komplikovalo (především pro nedostatek náhradních dílů a celkovou morální zastaralost). Pro standardní soustavu 3 kV byla ve Škodě připravována nová řada E 458.0 (dnes 110) a řešením situace se stala možnost úpravy tohoto typu i na systém 1,5 kV. Objednáno tak bylo celkem šest lokomotiv nové řady E 426.0 (nyní 113), po třech pro každou trať. Dodány byly v roce 1973 a umožnily odstavení řady E 423.0 z provozu. O první lokomotivu ale projevilo zájem Národní technické muzeum a po vyřazení byla zařazena do jeho sbírek. Dodání nových lokomotiv také znamenalo konec posledních elektrických vozů M 411.0 a všechny vlaky byly vedeny lokomotivami. Řada E 426.0 převzala nákladní dopravu a na starší typ zbyly pouze osobní vlaky na obou tratích. Tento model provozu vydržel v podstatě zachován až do poloviny 90. let.

### Odchod do ústraní

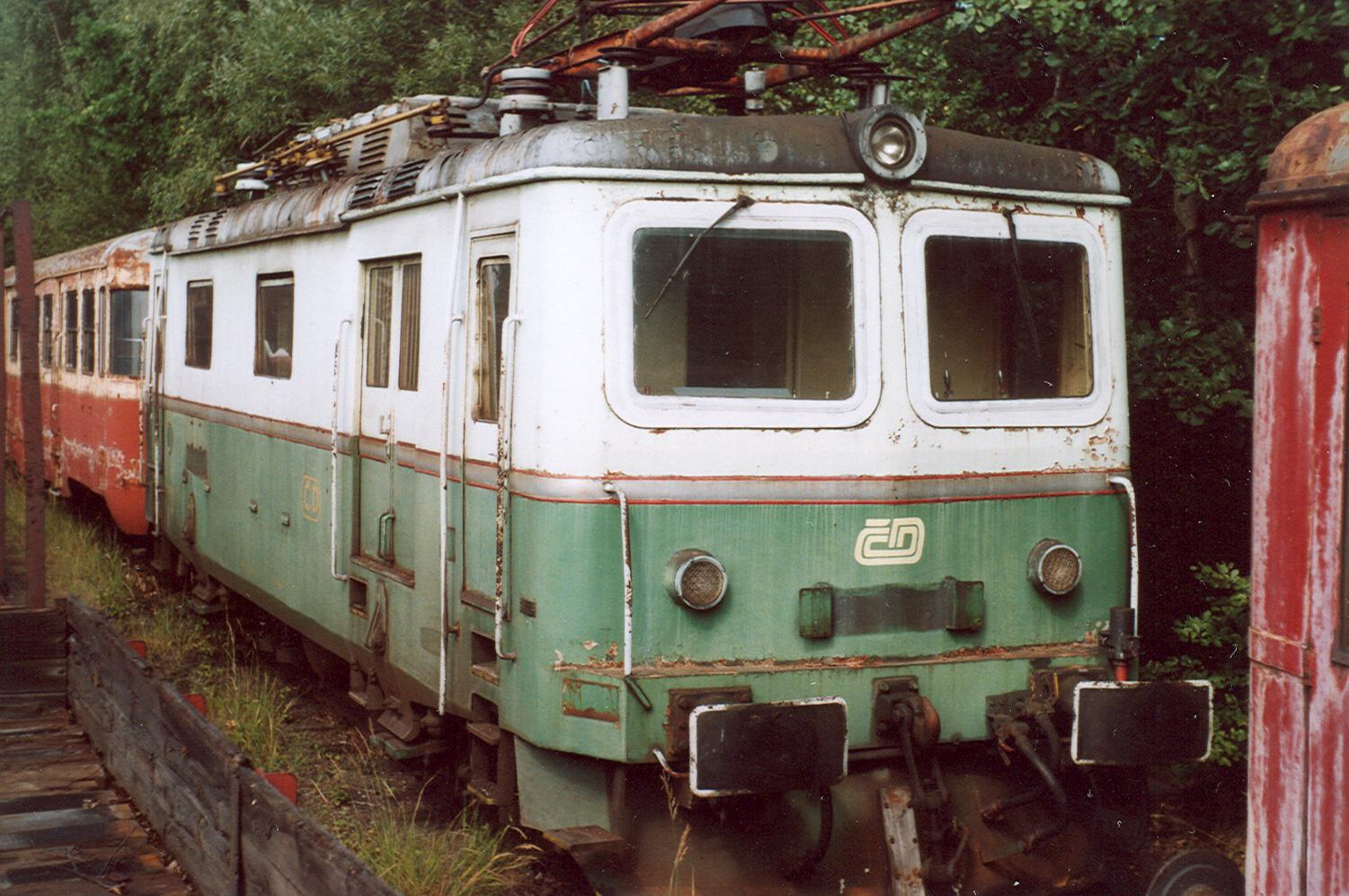
Lokomotiva 100.003 ve stavu neprovozního stroje v muzeu ČD Lužná u Rakovníka

Po roce 1990 objem nákladní dopravy především na „Lipence“ spíše stagnoval a již víc než 30 let stará řada E 422.0 (v novém systému označená řadou 100) se pomalu začala stávat nadbytečnou. V Táboře již nebyla lokomotiva 100.001 turnusována zhruba od roku 1988 a o tři roky později prošla hlavní opravou, spojenou s uvedením do historické podoby. Na druhé trati jejich pravidelné nasazení vydrželo déle, naposledy byly turnusově nasazovány v roce 1996. Poté osobní dopravu převzala řada 113 a dvě upravené lokomotivy řady 110.1. Ke dni 20. 11. 1997 byla zrušena poslední vyrobená lokomotiva 100.004 a poté odvezena k likvidaci. Roku 1999 dojezdila „dvojka“ a jako poslední byl udržován v provozním stavu stroj 100.003. Svou provozní kariéru zakončil v květnu 2002. Malou slavností se stalo ukončení stejnosměrného provozu mezi Rybníkem a Vyšším Brodem v říjnu 2003, kdy se zde sešly všechny tři existující stroje a byly výjimečně nasazeny do osobní dopravy. Tím byl po 46 letech ukončen pravidelný provoz řady 100 a poté byly všechny lokomotivy odvezeny do Tábora.

### Současnost
Již od roku 1991 je jako historické vozidlo vedena lokomotiva 100.001, deponovaná v Táboře. Stroj čísla 003 byl po svém převozu do Tábora krátce zrušen, později byl však z rušení vyjmut a opět přesunut, tentokrát do železničního muzea ČD v Lužné u Rakovníka. Po mnohaletém chátrání byl odtud koncem roku 2015 odvezen do přerovských opraven (ČMŽO Přerov), kde prošel rozsáhlou rekonstrukcí. V květnu 2016 se vrátil do Tábora a je s ním počítáno pro sezónní jízdy na bechyňské dráze. Poslední dochovaný stroj 100.002 byl převeden do majetku NTM a nachází se jako neprovozní v depozitáři v Chomutově.

## Historické lokomotivy
- 100.001 (ČD, DHV Lužná u Rakovníka, PJ Tábor)
- 100.002 (NTM, depo Chomutov)
- 100.003 (ČD, DHV Lužná u Rakovníka, PJ Tábor)